# دلقک دربار

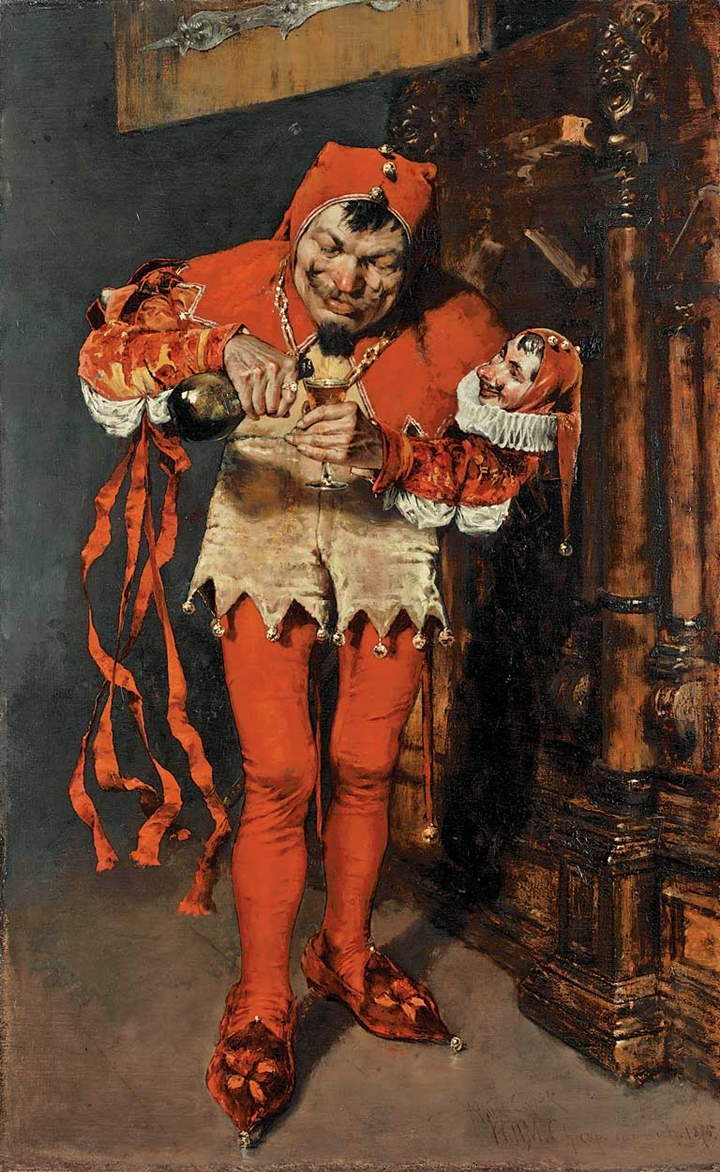
دلقک دربار

دلقک دربار به دلقک ویژهٔ دربار گفته می‌شد. آن‌ها شخصیت‌های حقیقی تاریخ بودند و در دربار با پیشهٔ خود، شادی پادشاه و اطرافیان را سبب می‌شدند. در مواردی دلقکان دربار، پل ارتباطی میان مردم عادی و پادشاه می‌شدند و با هنرنمایی خود، رنج‌های رعیت را منتقل می‌کردند. دلقک دربار حتی با تقلید و آزار سلطان و اطرافیان، به نوعی عقده‌های سرکوفته را می‌گشود و از آنان تلافی می‌کرد.